# Phytelepheae
Phytelepheae es una tribu de plantas  perteneciente a la subfamilia Ceroxyloideae dentro de la familia Arecaceae. Tiene los siguientes géneros.

## Géneros
- Ammandra O. F. Cook
- Aphandra Barfod
- Elephantusia Willd. = Phytelephas Ruiz & Pav.
- Palandra O. F. Cook = Phytelephas Ruiz & Pav.
- Phytelephas Ruiz & Pav.
- Yarina O. F. Cook = Phytelephas Ruiz & Pav.